# 인 더 믹스
《인 더 믹스》(In The Mix)는 미국에서 제작된 론 언더우드 감독의 2005년 멜로/로맨스 영화이다. 어셔 등이 주연으로 출연하였고 존 델러버슨 등이 제작에 참여하였다.

## 출연

### 주연
- 어셔
- 채즈 팰민테리

### 조연
- 엠마누엘 크리퀴
- 로버트 코스탄조
- 로버트 다비
- 맷 제랄드
- 안소니 파지오
- 케빈 하트
- 제프 스털츠
- 이시스 포스트
- 닉 맨쿠소
- 크리스 타디오
- K.D 어벌트
- 디저 D
- 페이지 케네디
- 제니퍼 에콜스
- 로버트 갤로

## 기타
- 라인프로듀서: 로버트 오티즈
- 미술: 신시아 케이 샤레트
- 의상: 하 뉴엔
- 배역: 바바라 피오렌티노
- 배역: 레베카 맨기에리